# Remember Me (chanson de Pixar)
Pour les articles homonymes, voir Remember Me.
Ne m'oublie pas
Pistes de Coco
Much Needed Advice
Remember Me, (Ne m'oublie pas en version française) est une chanson du film d'animation Pixar Coco sorti en 2017. La chanson écrite par Robert Lopez et Kristen Anderson-Lopez est interprétée dans sa version originale par Benjamin Bratt, Gael García Bernal, Anthony Gonzalez et Ana Ofelia Murguía. Miguel et Natalia Lafourcade interprètent une version pop de la chanson qui figure dans le générique du film. Dans la version française, la chanson est interprétée par Michel Lerousseau, Damien Ferrette et Anouck Petitgirard. Carlos Rivera a enregistré une version de la chanson, intitulée Recuerdame pour l'album de bande originale espagnole. La chanson a remporté l'Oscar de la meilleure chanson originale en 2018.

## Contexte
La chanson est utilisée à plusieurs reprises tout au long du film. Elle est présentée la première fois comme étant le titre le plus populaire du chanteur mexicain Ernesto de la Cruz, interprété par Benjamin Bratt en version originale et par Michel Lerousseau en version française. La version présentée par la star sur des arrangements de mariachis, résonne comme un plaidoyer d'Ernesto à ses fans pour qu'ils le garde dans leurs esprits même quand il est en tournée.
La chanson est ensuite reprise dans le film par Hector Rivera, interprété par Gael García Bernal en version originale et Damien Ferrette en version française, en berceuse où Hector s'adresse à sa petite fille Coco. Le titre est ensuite chantée par Miguel Rivera, interprété par Anthony Gonzalez en version originale et Andrea Santamaria  en version française. Le personnage de Miguel tente à travers cette chanson de rappeler à son arrière-grand-mère Coco quelques souvenirs de son père. Le générique de fin reprend le titre dans sa version pop.

## Production
Kristen Anderson-Lopez et Robert Lopez qui avaient travaillé précédemment sur les chansons du film La Reine des neiges ont été embauchés pour le projet. Le réalisateur Lee Unkrich les suit depuis leur travail sur Finding Nemo - The Musical en 2006. Un des principaux défis de cette chanson était d'écrire des paroles qui pourraient avoir une signification différente en fonction du contexte dans laquelle elle serait chantée. L'équipe a étudié la musique populaire mexicaine et a voulu écrire une chanson qui aurait pu être chantée par Jorge Negrete ou Pedro Infante. Ils l'ont écrit dans un style bolero - ranchera, sachant que cela pourrait aussi bien fonctionner joué comme une ballade. Robert a écrit la musique, et Kristen a écrit les paroles. Elle a voulu explorer l'idée de se souvenir des gens quand ils sont loin et a expliqué «le pouvoir de la musique de ramener les gens à la vie, littéralement et au figuré».
La version française a été adaptée par Houria Belhadji.

## Récompenses
La chanson a été nommée pour une variété de prix, y compris le Golden Globe de la meilleure chanson originale et l'Oscar de la meilleure chanson originale, remportant ce dernier. Il a également remporté le Critics' Choice Movie Award de la meilleure chanson originale.